# 고름
고름(Pus)은 세균이나 균 감염 동안 염증 부위에 형성되는 삼출물이며 일반적으로 흰색, 노란색, 황갈색이다. 밀폐된 조직 공간에 고름이 축적되는 것을 농양이라고 하는 반면, 표피 내부 또는 아래에 보이는 고름 집합을 농포라고 한다.

## 설명
고름은 단백질이 풍부한 묽은 체액과 신체의 면역반응에서 나온 죽은 백혈구 (대부분 호중구)로 구성된다. 감염동안 대식세포는 사이토카인을 방출하여 호중구를 유발하여 주화성에 의해 감염 부위를 찾는다. 거기에서 호중구는 세균을 파괴하는 과립을 방출한다. 세균은 류코시딘이라는 독소를 방출하여 면역반응에 저항한다. 호중구는 독소와 노화로 죽으면서 대식세포에 의해 파괴되어 점성 고름을 형성한다. 고름을 유발하는 세균을 화농성 세균이라고 한다.
일반적으로 고름은 희끄무레한 노란색이지만 특정 상황에서는 색의 변화가 관찰될 수 있다. 고름은 일부 유형의 백혈구에서 생성되는 강렬한 녹색 항균성 단백질인 골수세포형과산화효소의 존재로 인해 때때로 녹색이다. 녹색의 악취가 나는 고름은 녹농균의 특정 감염에서 발견된다. 녹색을 띠는 것은 그것이 생성하는 박테리아 색소인 피오시아닌의 결과이다. 간의 아메바성 농양은 안초비 페이스트처럼 보이는 갈색 고름을 생성한다. 혐기성 감염으로 인한 고름은 더욱 심한 악취가 날 수 있다.
몸에 고름 부위가 있는 경우에 임상의는 고름을 배출할 구멍을 만들려고 한다.
화농성 감염으로 인한 일부 질병 과정은 농가진, 골수염, 화농성 관절염, 괴사성 근막염이다.

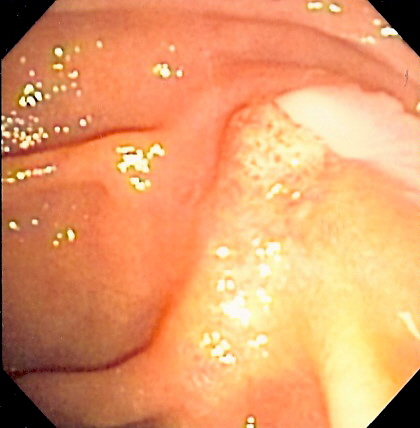
담관염을 나타내는 고름이 있는 간췌장 팽대부의 십이지장경 이미지

## 화농성 박테리아
많은 종류의 세균이 고름 생성에 관여할 수 있다. 가장 일반적으로 발견되는 항목은 다음과 같다.
- 황색포도상구균 (Staphylococcus aureus)
- 표피포도상구균 (Staphylococcus epidermidis)
- 화농성연쇄상구균 (Staphylococcus pyogenes)
- 대장균 (Escherichia coli)
- 폐렴구균 (Streptococcus pneumoniae)
- 폐렴막대균 (Klebsiella pneumoniae)
- Salmonella typhi
- 녹농균 (Pseudomonas aeruginosa)
- 임균 (Neisseria gonorrhoeae)
- 방선균 (Actinomyces)
- Burkholderia mallei
- 결핵균 (Mycobacterium tuberculosis)

황색포도상구균은 종기의 가장 흔한 원인이다.

## 같이 보기
- 표피증
- 장액
- 종기
- 옹종